# (14565) 1998 EQ10
(14565) 1998 EQ10 est un astéroïde de la ceinture principale d'astéroïdes découvert en 1998.

## Description
(14565) 1998 EQ10 a été découvert le 1er mars 1998 à l'observatoire de La Silla, au Chili, par Eric Walter Elst.

### Caractéristiques orbitales
L'orbite de cet astéroïde est caractérisée par un demi-grand axe de 2,30 UA, un périhélie de 1,87 UA, une excentricité de 0,18 et une inclinaison de 4,45° par rapport à l'écliptique. Du fait de ces caractéristiques, à savoir un demi-grand axe compris entre 2 et 3,2 UA et un périhélie supérieur à 1,666 UA, il est classé, selon la JPL Small-Body Database, comme objet de la ceinture principale d'astéroïdes.

### Caractéristiques physiques
(14565) 1998 EQ10 a une magnitude absolue (H) de 14,5 et un albédo estimé à 0,156.